# Witaniów
Witaniów – wieś w Polsce położona w województwie lubelskim, w powiecie łęczyńskim, w gminie Łęczna.
| SIMC    | Nazwa | Rodzaj    |
| ------- | ----- | --------- |
| 0385632 | Borek | część wsi |

Prywatna wieś szlachecka, położona w drugiej połowie XVI wieku w powiecie lubelskim województwa lubelskiego. W latach 1975–1998 miejscowość administracyjnie należała do ówczesnego województwa lubelskiego.
Wieś stanowi sołectwo gminy Łęczna. Według Narodowego Spisu Powszechnego z roku 2011 wieś liczyła  mieszkańców.

## Historia
Pierwsze informacje o Witaniowie pochodzą z 1409 r. Wieś była własnością Witaniowskich, dziedziców Krężnicy Jarej. Przez jakiś czas należała do Prokopa, przeora sieciechowskiego, w 1495 r. stanowiła własność Mikołaja Tęczyńskiego .
W roku 1428 Dorota z Krężnicy (Jarej), wraz z mężem Janem Włostowskim, nadają szlachetnemu Bieniaszowi z Krzesimowa sołectwo w swej wsi Witaniów z łanem Babusowskim, z 1 ½ łana obok od rzeki Wieprz do granicy, z prawem wystawienia karczmy i lokowania zagrodników. Po 20 wolnizny sołtys na pospolite ruszenia winien dać kuszę za 1 grzywnę, lub 1 grzywnę. W latach 1430–1431 znany jest Bieniasz z Witaniowa, a w 1437 Jan Bieniaszowic z Witanowa W roku 1460 Kazimierz IV Jagiellończyk na prośby Wojciecha łowczego lubelskiego przenosi jego wieś Witaniów na prawo magdeburskie. Strażnik litewski Stanisław Potocki sprzedał w 1725 roku Witaniów hetmanowi polnemu koronnemu i wojewodzie podlaskiemu Stanisławowi Mateuszowi Rzewuskiemu.